# Ruisseau de l'Aurandane
Le Ruisseau de l'Aurandane est une rivière du sud de la France qui coule dans le département de Lot-et-Garonne. C'est un affluent de la Masse d'Agen donc un sous-affluent de la Garonne.

## Géographie
Le Ruisseau de l'Aurandane prend sa source dans le département de Lot-et-Garonne commune de Laroque-Timbaut et se jeter en rive gauche dans la Masse d'Agen sur la commune de Pont-du-Casse. La longueur de son cours est de 10,1 km.

## Département et communes traversées
- Lot-et-Garonne : Laroque-Timbaut, Bajamont, Pont-du-Casse, Sauvagnas.

## Principaux affluents
Le Ruisseau de l'Aurandane a quatre affluents contributeurs référencés.